# Sophus Claussen
Sophus Claussen (Langeland, 12 settembre 1865 – Gentofte, 11 aprile 1931) è stato un poeta danese.
Fu esponente del neoromanticismo danese e sostenitore di Viggo Stuckenberg e fu strettamente legato al pittore Albert Gottschalk.

## Opere
- Naturbørn 1887
- Pilefløjter1899
- Ungt Folk 1894
- Djævlerier 1904
- Danske Vers 1912
- Heroica 1925